# S&W Modèle 500
Le Smith & Wesson 500 est un revolver produit par Smith & Wesson.
Il tire des munitions .500 S&W Magnum.
Il est aujourd'hui considéré comme l'arme de poing la plus puissante du monde.

## Apparitions
On peut le voir dans Le Dernier Rempart (2013) entre les mains d'Arnold Schwarzenegger. Il apparait également dans les jeux vidéo Killing Floor 2 et Resident Evil 5.